# Эдуард Старший
Эдуа́рд Ста́рший (др.-англ. Ēadweard se Ieldra, англ. Edward the Elder; между 869 и 877 — 17 июля 924) — король Англии с 26 октября 899 или 28 октября 901 по 17 июля 924 года из Уэссекской династии; сын короля Альфреда Великого и Эльсвиты.

## Биография

### Борьба за престол
К моменту смерти своего отца, короля Альфреда Великого, Эдуард был уже опытным полководцем и правителем. Ещё не будучи королём, он принимал участие в отражении множества набегов викингов и даже сыграл решающую роль в победе англосаксов над данами в битве при Фарнхэме в 893 году.
В октябре 899 или 901 года Эдуард Старший принял титул «короля англов и саксов», однако у Эдуарда появился конкурент, посчитавший, что имеет право сам занять престол. Этим человеком оказался Этельвольд Этелинг, сын старшего брата Альфреда Великого короля Этельреда I. В 901 году захватив королевские поместья в Уимборне и Твинхэме и превратив первую из них в укрепленный лагерь, Этельвольд поднял мятеж против Эдуарда. Однако когда королевское войско появилось у Уимборна, Этельвольд не решился вступить с ним в сражение и ночью бежал в Нортумбрию, где местные даны признали его своим королём.
Начав с помощью данов войну с Эдуардом, Этельвольд вторгся в пределы Эссекса, а в следующем, 902 году, его армия напала на Мерсию и северный Уэссекс. Однако переправившись через Темзу и дойдя до Брайдона, скандинавы не решились идти в центральные районы Уэссекса, а повернули обратно. В ответ на этот набег Эдуард совершил поход во владения данов в Восточной Англии. Разграбив всё на своём пути и не встретив серьёзного сопротивления, англосаксы повернули обратно, но у местечка Хольм в Уэст-Йоркшире кентский отряд армии Эдуарда, по непонятным причинам отставший от основных сил, был 13 декабря атакован данами вблизи Хольма. В завязавшемся сражении кентцы потерпели сокрушительное поражение, понеся огромные потери, но и потери датчан также были внушительными. Среди убитых с их стороны были король Восточной Англии Эохрик и сам Этельвольд, гибель которого положила конец мятежу.
В то же время юты острова Уайт, жившие до этого под властью своих правителей, независимых от королей Уэссекса, признали над собой власть Эдуарда.

### Победы над викингами
В 905 году викинги были разбиты саксами в Кенте и были вынуждены заключить в 906 году в местечке Тиддингфорд мир с королём Эдуардом. Каковы были условия мира, неизвестно, но, вероятно, никаких определенных гарантий и обязательств ни с одной, ни с другой стороны он не содержал, так как уже в 909 году войско Эдуарда разорило некоторые области данов, уничтожив множество людей и скота. В ответ датчане, в 910 году соединились с восставшим против Эдуарда Оуэном, одним из князей Гвинеда, и стали опустошать берега Эйвона и Северна в Мерсии. Но на этот раз уйти беспрепятственно с награбленной добычей им не удалось: Эдуард, в союзе со своей сестрой, правительницей Мерсии Этельфледой, управлявшей владениями своего больного и старого мужа Этельреда II, напал на датчан у местечка Теттенхолл и одержал над ними победу. По сообщению Англосаксонской хроники, два короля Йорка (Хальфдан II и Эовил) и множество знатных данов (хольдов) пали в битве. Оуэн не хотел просить пощады и убил себя, бросившись на собственный меч, а датчане заключили с Эдуардом Старшим мир на прежних условиях союза и признали своё королевство подвластным Уэссексу.

### Расширение границ Уэссекса
С момента битвы при Теттенхолле инициатива в военных действиях полностью перешла в руки англосаксов. В последующие годы Эдуарду Старшему удалось значительно расширить территорию своего королевства. После смерти в 911 году элдормена Мерсии Этельреда II к Уэссексу были присоединены Лондон и Оксфорд. Правительницей здесь осталась Этельфледа, супруга Этельреда II и сестра короля Эдуарда, которую за её красоту и ратные подвиги прозвали Леди Мерсии. В 913 году Эдуард Старший отвоевал у данов Эссекс.

### Изменение тактики военных действий
Изменив тактику борьбы с датчанами, Эдуард, вместо походов на Данелаг, стал возводить крепости по границе с владениями данов. Это позволило англосаксам оперативно реагировать на набеги викингов, разбивая их отряды поодиночке и ещё на границе Уэссекса, тем самым значительно ослабляя военную силу Восточной Англии и Нортумбрии.

### Войны викингов между собой
Ещё одним фактором, серьёзно повлиявшим на окончательный исход англо-датского соперничества, стало противостояние в захваченных викингами районах Британии выходцев из Дании и Норвегии. В начале X века норвежцы расселились на полуострове Уиррел, откуда стали угрожать не только северным границам Мерсии, но и датскому Йорку. С 910 года началось наступление норвежцев на Данелаг, что заставило данов ослабить свой натиск на земли Уэссекса. Этим воспользовался король Эдуард, который смог перейти к более решительным действиям на северных границах своего королевства.

### Возведение крепостей
Главным соперником Уэссекса в Данелаге был Союз пяти городов: Дерби, Линкольна, Стамфорда, Лестера и Ноттингема, где была создана мощная военно-административная система по датскому образцу. Каждым из пяти городов управлял свой граф, имевший своё войско, в каждом из них был свой суд, но имелся и высший суд для всего союза, а во время боевых действий выбирался общий командующий. Пытаясь ослабить этот союз, Эдуард начал строительство многочисленных крепостей, из которых регулярно направлял отряды во владения союза Уже в 912 году были построены крепости в Хартфорде и Уитэме, в 914 — 916 годах крепостные стены и укрепления были возведены в Бэкингеме, Бедфорде и Мэлдоне, а в 917 году — в Точестер и Уигингеймере. Некоторые из них были так называемыми двойными бургами, воздвигнутыми для контроля над судоходными реками. Например, в Хартфорде северная крепость находилась между реками Мэрен, Бин и Ли, а южная прикрывала подступы к югу от Ли.
Возведение бургов сопровождалось полным подчинением местного населения. Так, после строительства крепостей в Бэкингеме и Бедфорде проживавшие здесь датчане во главе с эрлом Торкетелем сначала были вынуждены присягнуть на верность Эдуарду, а затем и вовсе покинуть пределы Британии, отплыв на кораблях в Западно-Франкское королевство. В 917 году подобным образом был установлен контроль над данами Точестера, Колчестера, Нортгемптона, Хантингдона и Кембриджа.

### Возведение крепостей Этельфледой Мерсийской
Не менее активно строила крепости и «Леди Мерсии» Этельфледа, которая одновременно вела борьбу как с датскими и норвежскими викингами, так и князьями Уэльса. В 914 году скандинавы подвергли жестокому опустошению западные области Мерсии и только вмешательство короля Эдуарда позволило отбить нападение.
С целью прекращения подобных рейдов было организовано строительство целой сети крепостей в центральной и северной части Мерсии. Всего с 907 по 915 год под руководством Этельфледы Мерсийской было воздвигнуто 11 укреплённых бургов, крупнейшими из которых являлись Тамуорт, Стэмфорд, Эддисбери, Уорик, Чирбери и Ранкорн. Каждый из них прикрывал важное стратегическое направление. Например, крепости Стаффорд и Тамворт контролировали район реки Трент, форт Уорик защищал долину Эйвона, а Эддисбери и Ранкорн охраняли морское побережье и следили за передвижениями флотилий норвежцев в Ирландском море.

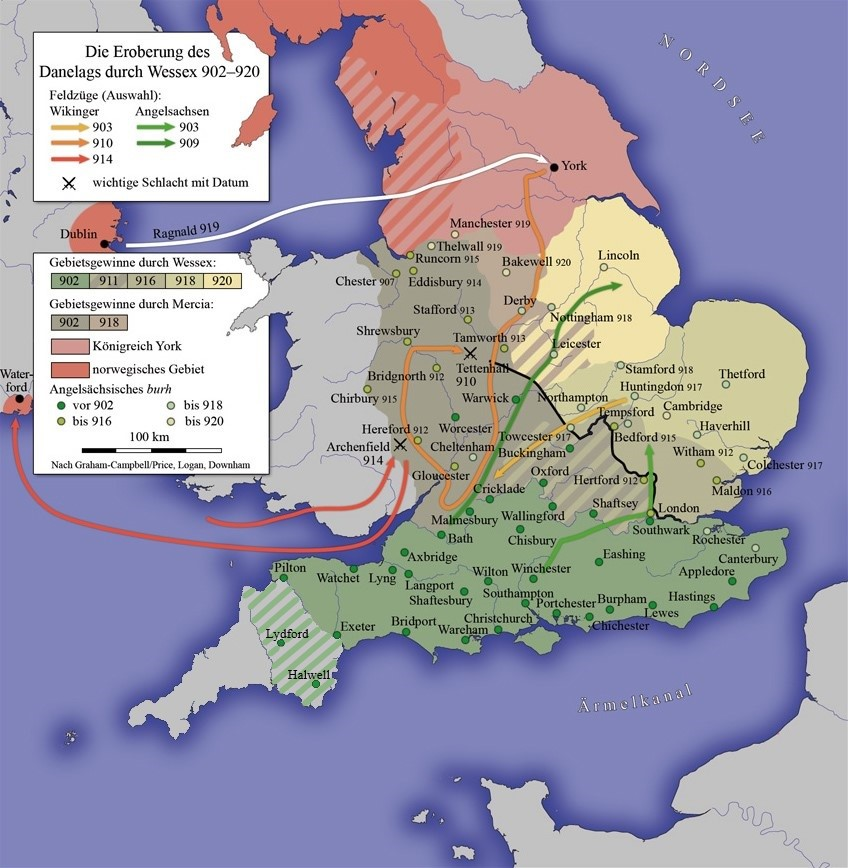
Завоевание Данелага.

### Взятие «Пяти городов» и признание Эдуарда верховным правителем Британии
К 917 году владения данов в Мерсии и Восточной Англии оказались окружёнными крепостями англосаксов. Попытки скандинавов захватить некоторые из крепостей потерпели неудачу. Летом 917 года войско Этельфледы захватило Дерби, а в следующем году мерсийцам без боя сдался Лестер. Тем временем Эдуард Старший распространил свою власть на долины рек Уз и Нен с городами Нортгемптон, Бедфорд, Геттингтон, Колчестер и Кембридж. После этого, в 918 году, ему покорилась и вся Восточная Англия. Затем король Эдуард выступил против Союза пяти городов и быстро взял Стэмфорд и Ноттингем. Линкольн был осаждён и некоторое время сопротивлялся, но после его сдачи вся Средняя Англия покорилась Уэссексу.
В результате военной кампании 917—918 годов вся Восточная Англия и часть Мерсии, принадлежащая скандинавам, присягнули на верность Эдуарду. Желание заключить мир с Уэссексом выразили также даны Йорка. Однако неожиданная смерть в 918 году ведшей с ними переговоры Этельфледы, а затем захват Йорка в 919 году норвежским конунгом Рагнальдом, участвовавшим до этого в осаде Дублина и являвшимся потомком Рагнара Лодброка, разрушили надежды Эдуарда Старшего на немедленное присоединение Нортумбрии. Эдуард признал Рагнальда I королём Йорка и правителем Данелага.
Единственное, чего смог добиться Эдуард Старший, так это убедить правителя скандинавов признать над собой верховную власть короля Англии. Согласно «Англосаксонской хронике», в 920 году в местечке Бэйквелл «…король Шотландии со всеми скоттами, Рэгнальд, сыновья правителя северной Нортумбрии Эадвульфа и все жители Нортумбрии, как англы, так и даны, норвежцы и прочие, а также король Стратклайда и все его люди, выбрали Эдуарда своим покровителем и господином…». Ещё раньше верховную власть короля Эдуарда признали князья Уэльса. Однако такое подчинение правителей Британии Эдуарду Старшему не вело за собой реального подчинения этих государств королю Англии.

### Причины победы Эдуарда
Формальное признание правителями Британии верховной власти короля Эдуарда стало результатом эффективной политики короля Англии, сочетавшей дипломатию с силой оружия. В сравнении со временами правления его отца, короля Альфреда Великого, обстоятельства благоприятствовали Эдуарду: ему противостояла не Великая армия, а отдельные отряды скандинавов, которые не могли оказать войску англосаксов серьёзного сопротивления. К тому же к началу X века военное ремесло и совершение опустошительных походов на земли Уэссекса уже не являлось для скандинавов основным средством существования. Занятые сельскохозяйственным освоением новых земель, они в большей степени были заинтересованы в поддержании добрососедских отношений с местным англосаксонским населением и королевской властью, нежели в продолжении долгих и кровопролитных войн.

### Полное подчинение Мерсии
Важным событием правления Эдуарда стало включение территории Мерсии непосредственно во владения короля Англии. Во второй половине IX века оказавшись фактически под властью Уэссекса, мерсийская знать сумела сохранить многие свои привилегии. Альфред Великий был вынужден не только предоставить ей ряд прав и свобод, но и наделить мерсийского элдормена Этельреда почти королевскими полномочиями. Дальнейшее развитие тесных связей между Уэссексом и Мерсией принесло свои весомые плоды как в военной, так и в культурной области. Отряды мерсийцев принимали активное участие в войнах Уэссекса с данами, а представители мерсийской знати, в частности, Уэрферт и Плегмунд, сыграли выдающуюся роль в культурно-просветительной деятельности короля Альфреда. В первые годы правления Эдуарда Старшего политика короля в отношении Мерсии существенно не изменилась, но после смерти в 911 году элдормена Этельреда королевская власть начала постепенное наступление на особые права мерсийской знати. Уже в 911 году принадлежавшие Мерсии Лондон и Оксфорд, были включены в состав Уэссекса. Этельфледа Мерсийская, взявшая на себя управление после смерти своего супруга, не препятствовала этому. Когда Этельфледа умерла в 918 году, король Эдуард захватил Тамворт, столицу Мерсии, и, по словам Англосаксонской хроники, «…все местные жители, ранее подчинявшиеся Этельфледе, покорились ему…». Осенью 919 года в Уэссекс в качестве заложницы была отправлена Эльфвина, дочь и наследница Этельфледы.
Это означало конец мерсийской государственности и создавало реальную угрозу интересам местной аристократии. Именно поэтому в 924 году в Честере против власти Уэссекса произошло восстание, в котором наряду с жителями северо-западной Мерсии приняли участие и князья Уэльса, которые опасались оказаться в полном подчинении у Эдуарда. Восстание было довольно быстро подавлено, но мятежные настроения в Мерсии проявлялись вплоть до конца англосаксонской эпохи.
Эдуард издал постановления, согласно которым рынки должны находиться в поселениях, укрепленных стенами, что содействовало развитию городов. С каждым годом он всё больше подчинял и стеснял британских скандинавов, так что многие из них предпочли уехать в Нормандию и король охотно помогал им переехать туда. Таким образом, король Эдуард успешно продолжил дело королей Эгберта и Альфреда. По свидетельству современников[кого?] он был почти равен отцу в воинской доблести, но значительно уступал ему по образованности.
Тревожные события на севере серьёзно подорвали здоровье короля и 17 июля 924 года Эдуард Старший скончался на 24-м году своего правления. Он был похоронен в Уинчестерском соборе. Некоторое время спустя умер и его сын от второго брака Этельвирд и новым королём Англии был провозглашён Этельстан, сын первой жены Эдуарда, Эгвинн.

### Семья
У Эдуарда Старшего было три жены:
- Эгвина
  - Этельстан
  - Альфред
  - Эдита
- Эльфледа Уэссекская
  - Этельвирд

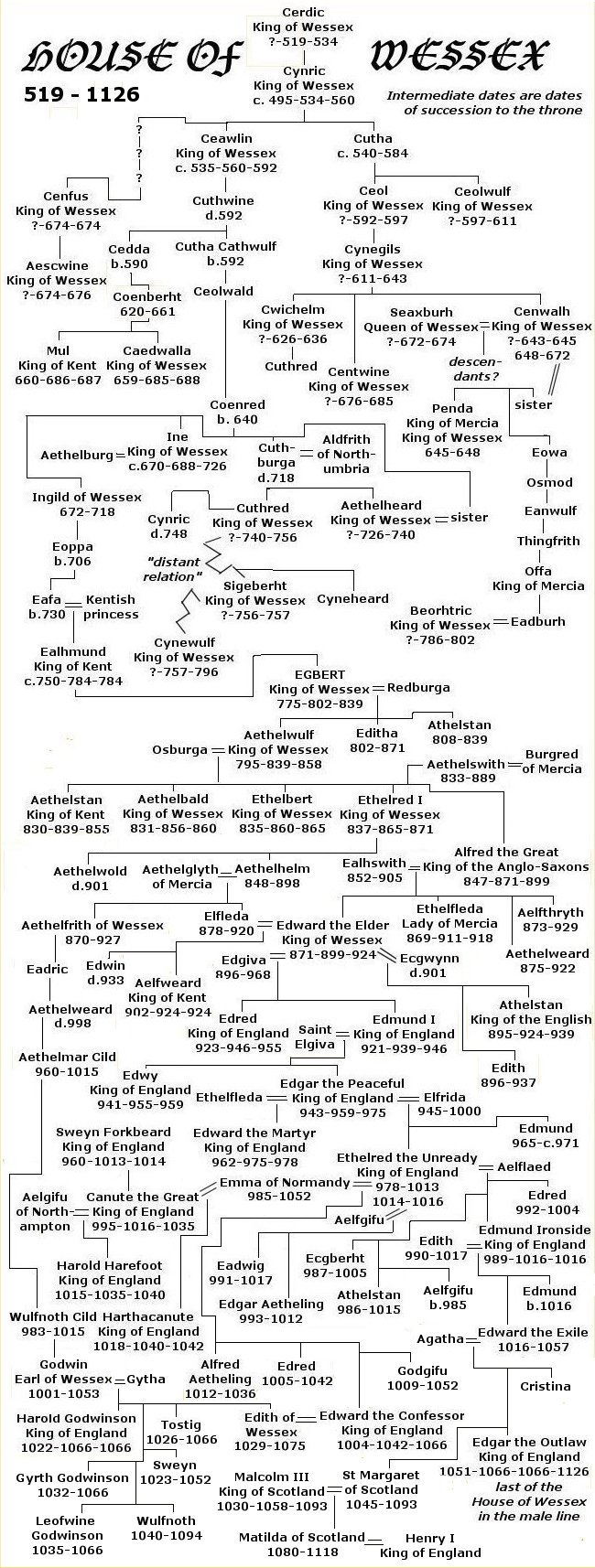
Генеалогическое древо Уэссекской династии.

  - Огива Уэссекская — в 919 году отдана замуж за короля Западно-Франкского королевства Карла III Простоватого
  - Эдфлида
  - Эдвин
  - Эльфледа
  - Этельфледа
  - Эдхильда — замужем за графом Парижа Гуго Великим
  - Эдит Английская — в 929 вышла замуж за короля Германии Оттона I Великого
  - Этельхильда
  - Эльфгифа
  - Гедвига — замужем за императором Запада Людовиком III Слепым
- Эдгива Кентская
  - Эдгива
  - Эдбурха
  - Эдмунд I
  - Эдред